# Батор, Роберт
Роберт Батор (род. 26 сентября 1963, Радом) — шведский шахматист, международный мастер (1987).